# Roxy Music
Roxy Music es una banda de rock británica surgida en la primera mitad de los años 1970 en Londres.
Su música constituye una mezcla entre un pop irónico y la rebeldía tradicional del rock 'n' roll, enriquecida por la teatral actividad de su vocalista y mentor Bryan Ferry, así como por las originales texturas del sintetizador de quien sería uno de los más rigurosos e innovadores pilares de la música comercial actual: Brian Eno.
La combinación de experimentación, energía roquera, elementos futuristas y la personalidad de Ferry hizo que Roxy Music haya influido en una gran cantidad de artistas y géneros, especialmente el disco, punk rock, new wave, new romantic, synth pop y que se convirtiera en uno de los grupos pioneros indiscutibles del dance con la canción «Angel Eyes» (1979).
En el año 2004 la revista Rolling Stone los colocó en el puesto 98 de su lista Los 100 mejores artistas de todos los tiempos.
El 3 de noviembre de 2014 se anunció la tercera separación del grupo.

## Historia

### Primeros años
En el invierno entre 1970 y 1971, Bryan Ferry puso un aviso solicitando un teclista para colaborar con él y con Graham Simpson, un bajista que conocía de su banda The Gas Board, con la que interpretaba versiones de música soul. Andy Mackay respondió al aviso, aunque no era teclista sino saxofonista y clarinetista, pero tenía un sintetizador VCS3. Andy había conocido a Brian Eno en la universidad (ambos estaban interesados en la música avantgarde y electrónica). Al poco tiempo ambos se encontraron, y como Eno sabía tocar el sintetizador, Andy lo convenció para que se uniera a la banda. Luego de que Dexter Lloyd (un timpanista) dejara la banda, se unió el baterista Paul Thompson (en junio de 1971), y un tiempo más tarde Phil Manzanera se convirtió en el guitarrista, a través del acostumbrado anuncio en Melody Maker (Ferry llamó la atención de Manzanera por el texto del anuncio, en el que pedía "un guitarrista a lo Dick Tracy").
El primer sencillo de la banda, «Virgina Plain/The Numberer» (1972), llegó al cuarto puesto en las listas británicas de éxitos. La agrupación logró mucha popularidad en su país y en el resto de Europa, pero en Estados Unidos sólo obtuvo buenas críticas y se convirtió en un grupo de culto. Su primer larga duración, Roxy Music (1972), introdujo un sonido original y cercano al glam rock. Luego de la grabación del mismo, Simpson deja la banda y es reemplazado por John Gustafson. Tras grabar el segundo álbum, For Your Pleasure (1973), Eno deja Roxy Music por diferencias creativas con Ferry (tras lo cual comienza una extensa e importante carrera solista y como productor) y es reemplazado por Eddie Jobson (teclista y violinista).

### Sin Brian Eno: 1973 - 1978

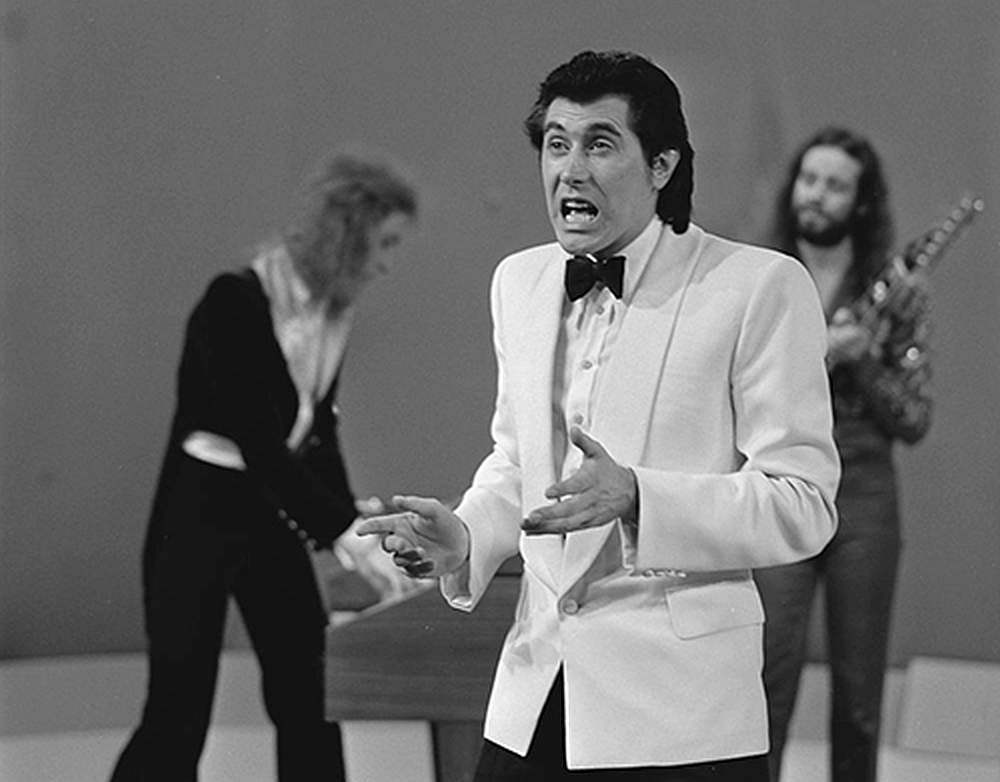
Ferry en TopPop en 1973.

La partida de Eno consolidó el liderazgo de Ferry, aunque la banda perdió gran parte de su aspecto experimental (sin embargo el mismo Eno reconoció que el siguiente álbum de la banda, Stranded, fue el mejor de la misma), por lo que su sonido se concentró en el aspecto más "elegante" y más "decadente", y en las baladas y la voz de Ferry. Stranded contenía el sencillo "Street Life" y un tema musicalmente muy novedoso para la época, "Amazona".
Su siguiente álbum, Country Life (1974), fue un disco con mucha más energía de cuerdas que el anterior, de aquí se desprenderían los sencillos "All I Want Is You" y "The Thrill Of It All". Contry Life logró ubicarse en la posición n.º 3 en las listas de éxitos británicas. También logró la posición n.º 37 en las listas estadounidenses, siendo el primer álbum de Roxy Music en llegar al Top 40 en ese país. Es considerado por la crítica especializada como uno de sus trabajos más consistentes y sofisticados. Siren salió en 1975 y produjo el primer hit de Roxy Music en Estados Unidos, la canción "Love is the Drug". Este álbum introdujo elementos más bailables y cercanos a la música disco. Tras la gira del mismo y el lanzamiento del álbum en directo Viva! en 1976, la banda se disolvió temporalmente.

### Pop y música de baile: 1979 - 1983
El grupo se reunió de nuevo para grabar el larga duración Manifesto en 1979. Se trata de un disco más convencional que los anteriores. De él se extrajeron dos sencillos: "Angel Eyes", una de las canciones precursoras del dance, y "Dance Away", que mostraba el nuevo pop que ofrecía la banda.
Flesh and Blood (1980) fue un álbum muy sensitivo, marcado por su diversidad musical, con canciones que señalarían el derrotero de ciertas corrientes musicales de los años 1980. Este álbum contenía los sencillos "Over You", "The Same Old Scene" y "Oh Yeah". En 1981 grabarían una versión de la canción "Jealous Guy" de John Lennon, a raíz del asesinato del mismo a finales del año anterior.
El álbum Avalon salió en 1982 y fue el último disco en estudio del grupo. Se basó en texturas atmosféricas de sintetizadores. Produjo los sencillos "More than this" y la balada "Avalon". Un año después salió al mercado un EP en directo titulado The High Road, que contenía la grabación de un concierto celebrado en el Apollo de Glasgow, Escocia, el 30 de agosto de 1982 durante la gira soporte de Avalon. Tras su lanzamiento, Bryan Ferry decidió disolver la banda, con la mayoría de sus miembros iniciando carreras como solistas.

### Década de 2000

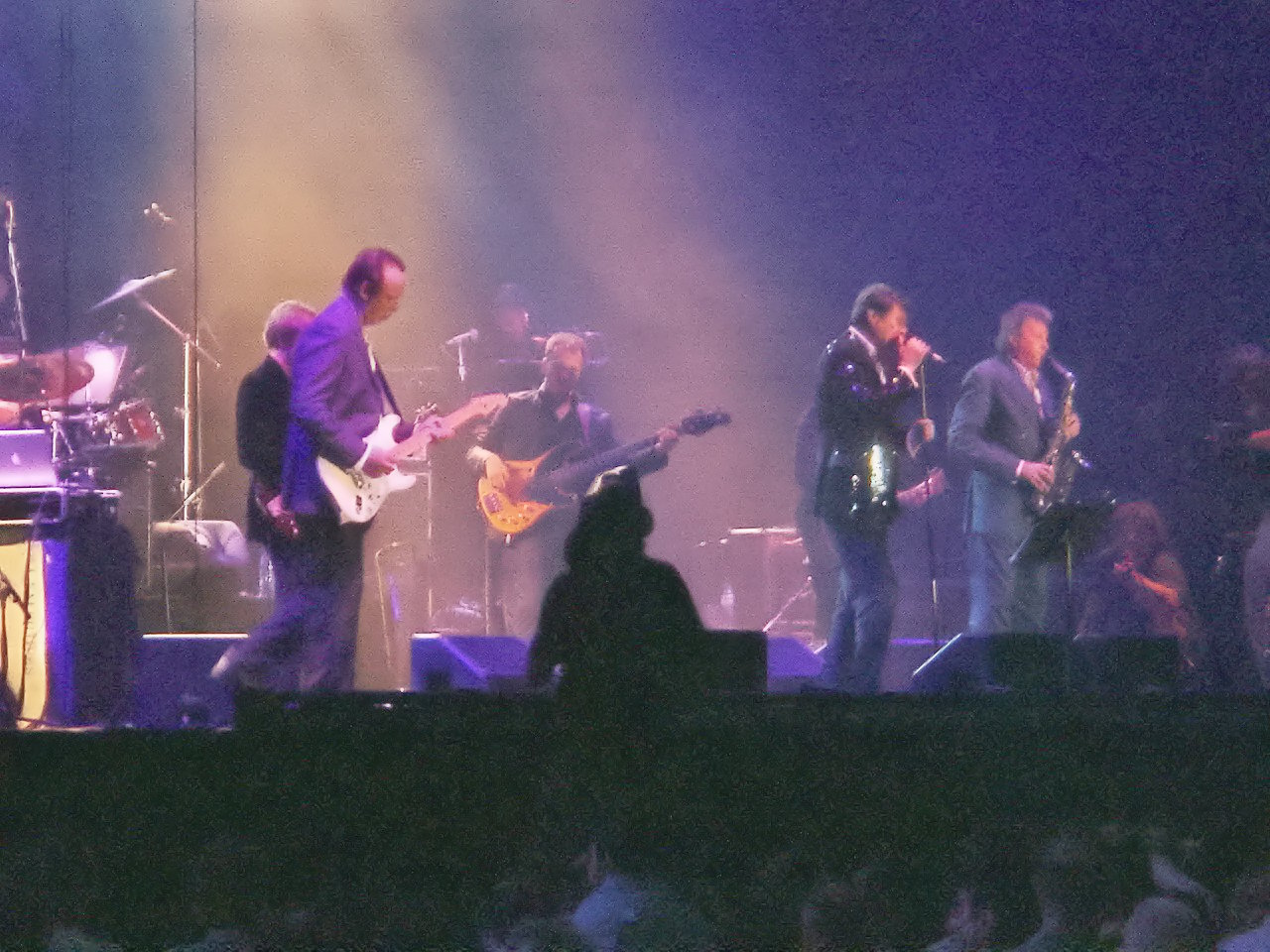
Roxy Music en concierto en el año 2006

El grupo se reunió (sin Eno) en el año 2001 para celebrar los 30 años de su fundación. Roxy Music apareció en el concierto benéfico Live 8 y en el Festival de la Isla de Wight del año 2005.
Además de Eno, varios miembros de Roxy Music tuvieron carreras solistas. Phil Manzanera grabó algunos discos y participó en álbumes de Eno y de Ferry. Mackay también tuvo una carrera solista, pero no tan importante como la de Ferry, quien grabó su primer álbum solista (These Foolish Things, un álbum de versiones) en 1973.
En 2003 sale al mercado el álbum Roxy Music Live, esta vez con el sello Eagle Records. Contiene material en directo de presentaciones realizadas en Detroit, Hamburgo, Stuttgart, Milán, Toronto, entre otras ciudades.

### Década de 2010
Graham Simpson, bajista original de la banda, falleció el 16 de abril de 2012, a los 68 años de edad.

## Estilo y legado
En sus inicios el estilo de Roxy Music fue influenciado por el estudio de las bellas artes. Ferry, Mackay y Eno habían estudiado en prominentes escuelas de arte británicas durante los años 1960, de allí el fuerte estilo visual de las portadas de sus álbumes y de sus presentaciones en vivo. Fueron asistidos por un grupo de profesionales, como el diseñador de modas Antony Price, el estilista Keith Mainwaring y el fotógrafo Karl Stoecker para moldear su elegante y sofisticada apariencia. El reconocido crítico Lester Bangs llegó a asegurar que Roxy Music representaba "el triunfo del artificio".
La banda inglesa Madness, entre muchos otros artistas y agrupaciones, han mencionado a Roxy Music como influencia, incluso rindiendo tributo a Bryan Ferry en la canción "4BF". Otros artistas que han citado a Roxy Music como inspiración incluyen a David Bowie, Steve Jones y Paul Cook de los Sex Pistols, Siouxsie And The Banshees, Chrissie Hynde, The Cars, Grace Jones, Kate Bush, Nina Hagen, Adam Ant, The Human League, Japan, Duran Duran, Simple Minds, ABC, Spandau Ballet, The Fixx, Depeche Mode, Men Without Hats, Nile Rodgers, Annie Lennox, Morrissey, Jarvis Cocker y Neil Hannon.
En 1997 John Taylor de Duran Duran produjo el álbum tributo Dream Home Heartaches... Remaking/Remodeling Roxy Music. El compilado incluye colaboraciones del propio Taylor y de artistas como Dave Gahan (Depeche Mode) y Low Pop Suicide, entre otros.
La banda de música electrónica Ladytron tomó su nombre de una canción del álbum Roxy Music.

## Integrantes

### Miembros principales
- Bryan Ferry - voz, teclados.
- Phil Manzanera - guitarra.
- Andy Mackay - oboe, saxofón.
- Paul Thompson - batería (desde 1971 hasta 1980 y desde 2001).
- Brian Eno - sintetizadores (hasta 1973).
- Graham Simpson - bajo (hasta 1972).
- Eddie Jobson - sintetizador, violín (desde 1973 a 1976).

### Miembros secundarios
- John Gustafson - bajo (desde 1973 hasta 1976)
- John Wetton – bajo (1974–1976)
- Dexter Lloyd - batería (hasta 1971)
- Roger Bunn - guitarra
- Davy O'List - guitarra
- Rik Kenton - bajo (desde 1972 hasta 1973)
- John Porter - bajo (1973)
- Sal Maida - bajo
- Rick Wills - bajo
- Paul Carrack - teclados (desde 1978 hasta 1980)
- Andy Newmark - batería (desde 1980 hasta 1983)
- Gary Tibbs - bajo (desde 1978 hasta 1980)
- Alan Spenner - bajo (desde 1978 hasta 1983)
- Guy Fletcher - teclados
- Jimmy Maelen - percusión
- Neil Hubbard - guitarra
- Colin Good - teclados (desde 2001)

## Discografía

### Álbumes de estudio
- Roxy Music (1972) - UK #10
- For Your Pleasure (1973) - POP #193; UK #4
- Stranded (1973) - POP #186; UK #1
- Country Life (1974) - POP #37; UK #3
- Siren (1975) - POP #50; UK #4
- Manifesto (1979) - POP #23; UK #7
- Flesh and Blood (1980) - POP #35; UK #1
- Avalon (1982) - POP #53; UK #1

### Álbumes en directo
- Viva! (1976) - POP #81; UK #6
- The High Road (1983) - POP #67; UK #26
- Heart Still Beating (1990).
- Live (2003).

### Álbumes recopilatorios
- Greatest Hits (1977) - UK #20
- The Atlantic Years (1973-1980) (1983) - POP #183; UK #23
- Street Life: 20 Greatest Hits - POP #100
- The Ultimate Collection (1988) - UK #6
- The Best Of Roxy Music (2001) - UK #12
- 12 of Their Greatest Hits (2009)

### Sencillos
- "Virginia Plain" (Ago-72) - UK #4
- "Pyjamarama" (Mar-73) - UK #10
- "Do the Strand" (Jul-73)
- "Street Life" (Nov-73) - UK #9
- "The Thrill Of It All" (Oct-74)
- "All I Want Is You" (Oct-74) - UK #12
- "Love Is the Drug" (Sep-75) - POP #30; UK #2
- "Both Ends Burning" (Dic-75) - UK #25
- "Trash" (Feb-79) - UK #40
- "Dance Away" (Abr-79) - POP #44; UK #2
- "Angel Eyes" (Ago-79) - UK #4
- "Over You" (May-80) - POP #80; UK #5
- "Oh Yeah (On the Radio)" (Jul-80) - POP #102; UK #5
- "Same Old Scene" (Nov-80) - UK #12
- "In the Midnight Hour" (Dic-80) - POP #106
- "Jealous Guy" (Feb-81) - UK #1
- "More Than This" (Abr-82) - POP #102; UK #6
- "Avalon" (Jun-82) - UK #13
- "Take A Chance With Me" (Sep-82) - POP #104; UK #26
- "The High Road" EP (Mar-83)
- "Like a Hurricane" (1983)
- "Love Is the Drug (en directo)" (Oct-90)
- "Love Is the Drug (Faithless mix)" (Abr-96) - UK #33